# Новаци (община)
Новаци (макед. Општина Новаци) — община в Северной Македонии. Расположена на юге страны. Население составляет 3549 человека (2002 год).
Административный центр — село Новаци.
Площадь территории общины 753,53 км².
Этническая структура населения в общине по переписи 2002 года:
- македонцы — 3,490 (98,3%);
- остальные — 59 (1,7%)